# Лі Олександр Анатолійович
Олександр Анатолійович Лі — молодший сержант НГУ, що загинув у ході російського вторгнення в Україну у 2022 році. Стрілець-помічник кулеметника 2-го відділення розвідки взводу розвідки спеціального призначення 1-го батальйону оперативного призначення ОЗСП «Азов»

## Життєпис
Народився 18 січня 1993 в місті Добропілля на Донеччині 
Здобував освіту в Добропільському НВК №4. Дуже любив музику, сам писав пісні, записав декілька композицій. Відвідував церкву «Слово Життя», де і познайомився й почав дружити зі своєю майбутньою дружиною Елеонорою. Після закінчення школи вступив у Біблійний інститут «Слово Життя» в місті Донецьк. За два роки закінчив його й пішов у армію. Служив у Львові.
Після демобілізації повернувся в Добропілля, де почав працювати на шахті. Згодом переїхав у Донецьк і влаштувався у компанію менеджером. Мріяв стати журналістом, тому після російського вторгнення у 2014 році повернувся у Добропілля, де знімав репортажі про ситуацію в районі. У Добропіллі познайомився з Олегом Куциним, який саме створював добровольчий батальйон «Карпатська Січ». Олександр вирішив доєднатися до батальйону, де став снайпером. Разом з побратимами захищав Донецький аеропорт. У 2015 році був поранений, втратив палець на лівій руці.
У 2016-му пішов з армії, адже хотів спробувати пожити цивільним життям. Одружився зі своєю коханою Елеонорою та разом переїхали жити до ОАЕ. Там він працював баристою, згодом – менеджером у ресторані. Але його завжди тягнуло на війну. Щоб покращити свої навички, їздив на військові курси в міжнародну академію в Польщі. Після цього вирішив повернутися в Україну і вступити в полк «Азов».
За кілька днів до повномасштабної війни в Олександра вже був казармовий режим. 22 лютого 2022 року він попрощався зі своєю дружиною і відправив її додому в Добропілля. Тоді пара бачилася востаннє.
З перших днів вторгнення обороняв Маріуполь. Був стрільцем-помічником кулеметника відділення розвідки. Підтримував контакт зі своєю дружиною телефоном до 5 березня. Далі з ним не було звʼязку.
10 березня 2022 загинув. 
За 7 місяців у рамках обміну тілами відбувся збіг ДНК. Тіло воїна повернули додому.
2 березня 2023 року кремований на Байковому кладовищі в Києві.
У місті Добропілля перейменували вулицю іменем Олександра Лі. А у багатьох містах Донеччини, зокрема і в Добропіллі, були розміщені плакати та бігборди з біографією захисника України.

## Нагороди
- орден «За мужність» III ступеня (2022, посмертно) — за особисту мужність і самовіддані дії, виявлені у захисті державного суверенітету та територіальної цілісності України, вірність військовій присязі, зразкове виконання службового обов'язку.
- відзнака партії «Свобода»
- медаль Михайла Коцюбинського
- медаль «Захиснику Вітчизни»
- відзнака За оборону Донецького аеропорту